# Schwarzes Teich
Schwarzes Teich ist ein Teich im Stadtteil Kötzschenbroda Oberort der sächsischen Stadt Radebeul. Er liegt im Quellgebiet des heutigen Waldparks Radebeul-West, auf der Nordseite des eigentlichen Steinrückens, dem Namensgeber der mittleren Radebeuler Weinlage Steinrücken. Gleich nördlich von Schwarzes Teich verläuft der Kiesgrubenweg.

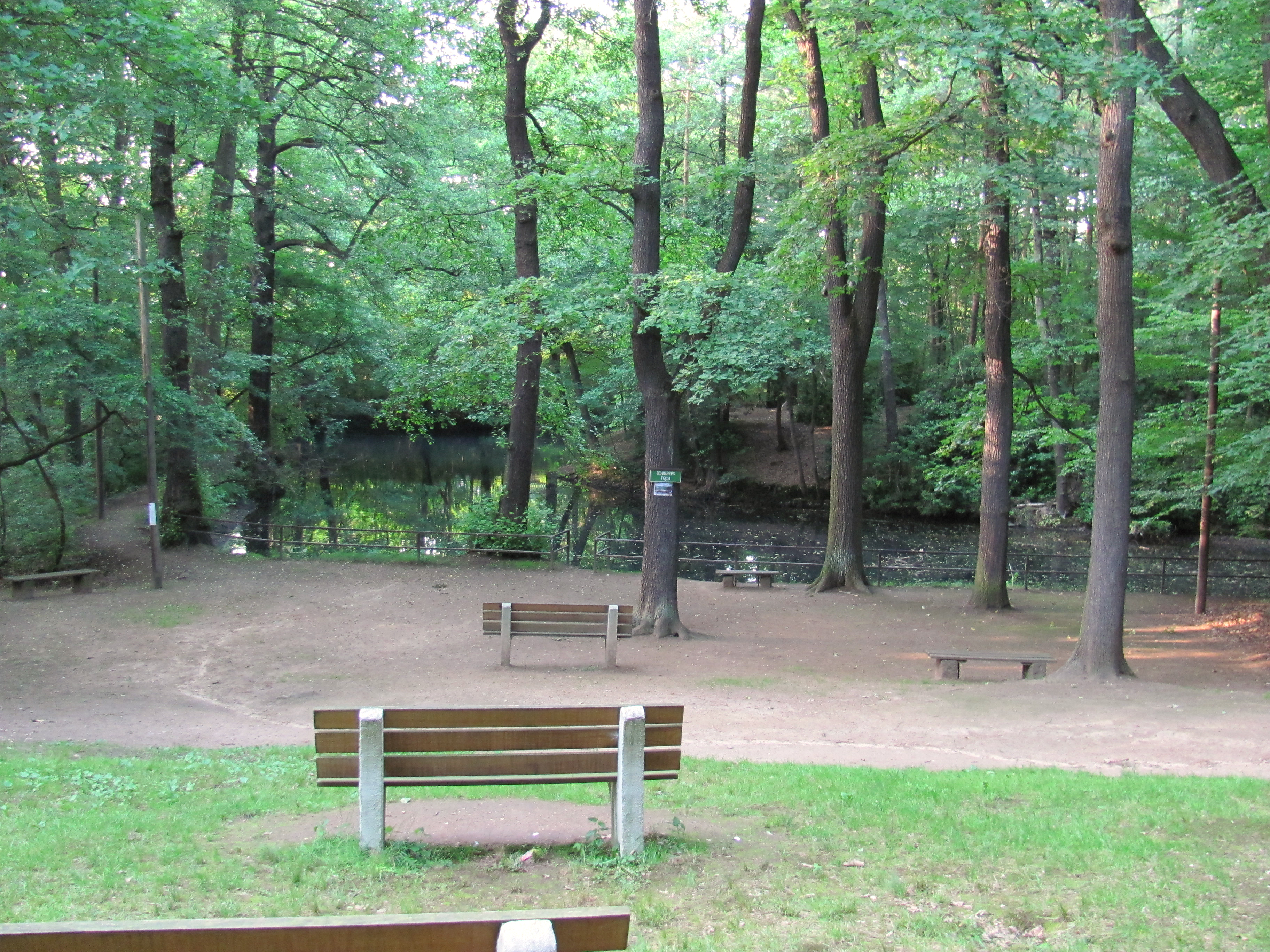
Konzertplatz auf der Südseite von Schwarzes Teich

Der Teich ist benannt nach dem Kaufmann Georg Wilhelm Schwarz (1782–1842), dem Besitzer des tiefergelegenen Weinguts Friedstein, der später auch Mitgründer der nahegelegenen Sektkellerei Bussard wurde. Eine 1898 erfolgte öffentliche Umbenennung auf Lamsbachs Teich setzte sich nicht durch und wurde Anfang des 20. Jahrhunderts zurückgeführt.
Östlich von Schwarzes Teich wurden ehemals mehrere Weiher angelegt, darunter Gießmanns Teich, nach dem Besitzer der nahen, gleich östlich des Wasserturms an der Hangkante gelegenen, Friedensburg.

## Geschichte

Lamsbachsteich, Postkarte von um 1900

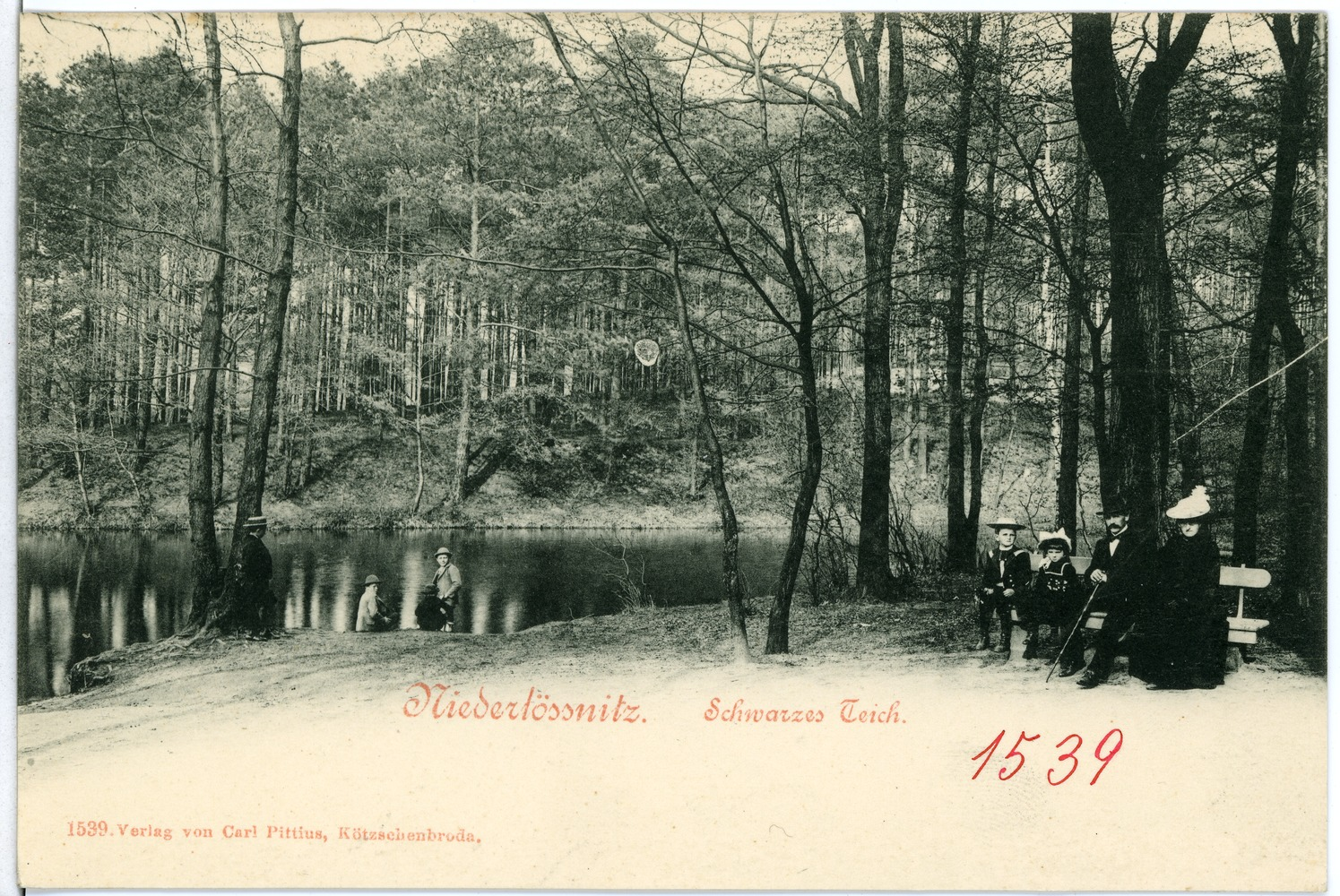
Schwarzes Teich, Postkarte von 1901

Um die Mitte des 18. Jahrhunderts ließ der kurfürstliche Oberlandweinmeister Roos von oberhalb der Hangkante des Steinrückens aus dem dortigen Quellgebiet eine Wasserleitung zu seinem unterhalb gelegenen Weingut Friedstein legen (Roos’sche Wasserleitung), um dieses mit Brauchwasser zu versorgen, während Trinkwasser weiterhin vom tiefer, an der Winzerstraße, gelegenen Brunnen geholt wurde.
Georg Schwarz oder auch Schwarze, späterer Eigentümer des Weinguts, ließ im ersten Drittel des 19. Jahrhunderts den Teich anlegen, für den sich in der Folgezeit die umgangssprachliche Bezeichnung Schwarzes Teich einbürgerte. Dieser Teich diente dazu, über die Roos’sche Wasserleitung die Brauchwasserversorgung des Weinguts sicherzustellen wie auch die Brunnenanlage des Herrenhauses in Betrieb zu halten. Auch der 1876 bis 1878 durch den Berg getriebene Gießmannsche Tunnel wurde von Schwarzes Teich versorgt, der das Badhotel mit Wasser versorgen sollte.
Ab 1878 gehörte Altfriedstein Carl Lamsbach (1844–1919), dem späteren Ersten Gemeindeältesten der Gemeinde Niederlößnitz. Dieser errichtete ein Maschinenhaus sowie ein Reservoir auf der Bergkuppe, sodass das Trinkwasser nicht mehr vom an der Winzerstraße tiefer gelegenen Brunnen hinaufgetragen werden musste. Darüber hinaus wurde das Anwesen weiterhin mit Brauchwasser über die bereits von Roos angelegte Wasserleitung von Schwarzes Teich aus versorgt, die im Hof auf der Nordseite des Hauses endete. Um Lamsbach für seine Unterstützung des Verschönerungsvereins für die Lößnitz zu ehren, wurde der Teich 1898 in Lamsbachs Teich umbenannt. Die vorherige umgangssprachliche Bezeichnung setzte sich später jedoch wieder durch.
Im Jahr 1910 kaufte die Gemeinde Niederlößnitz Teich und angrenzende Wiesen und brachte sie in die Waldparkstiftung für den Waldpark Radebeul-West ein. Der Teich wurde von dieser verpachtet. Während der warmen Jahreszeit diente er der Karpfenzucht. Im Winter wurde er zur Eisherstellung für Kühlzwecke (Eiskeller) genutzt, außerdem diente er als Eisbahn.
Zu DDR-Zeiten bildete er das Zentrum des ab 1971 eingerichteten Naherholungsgebiets Schwarzes Teich; auch wurde er vom örtlichen Anglerverband als Aufzuchtgewässer genutzt.
Heute ist Schwarzes Teich Teil des Waldparks Radebeul-West, der wiederum zum Landschaftsschutzgebiet Lößnitz gehört. Er fließt als Leimgrundbach über die Nordwestecke des Waldparks, entlang des Leimgrunds (Kiesgrubenweg, Sonnenleite und Moritzburger Straße), ab und wird etwa auf Höhe des Mohrenhauses, beim Wendehammer der Oberen Bergstraße, in eine Kanalisation eingeleitet. Diese führt entlang des oberen Teils der Oberen Bergstraße, westlich der Kellereistraße und entlang der Käthe-Kollwitz-Straße zur Meißner Straße. Westlich des Bahnhofs Radebeul-Kötzschenbroda führt der Kanal unter den Bahngleisen durch, dann westlich der Bahnhofstraße zur Kreuzung mit dem Anger Altkötzschenbroda. Östlich des Sportheims an der Festwiese tritt der Abfluss aus einem kleinen Sperrwerk und fließt offen in die Elbe.
Jedes Jahr Anfang Juni treffen sich Radebeuler Chöre zum Waldparksingen an Schwarzes Teich.

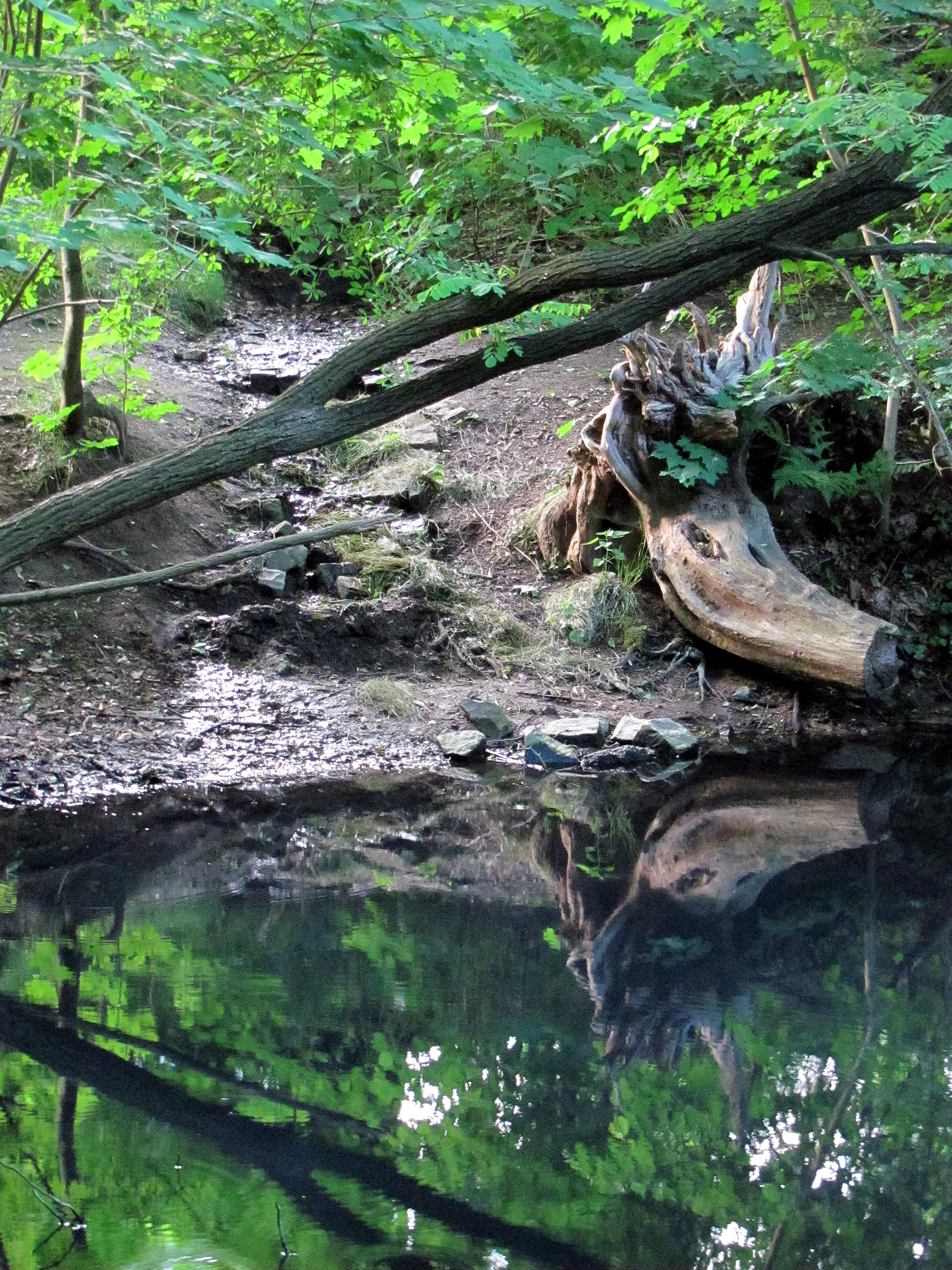
Zufluss auf der Nordseite von Schwarzes Teich
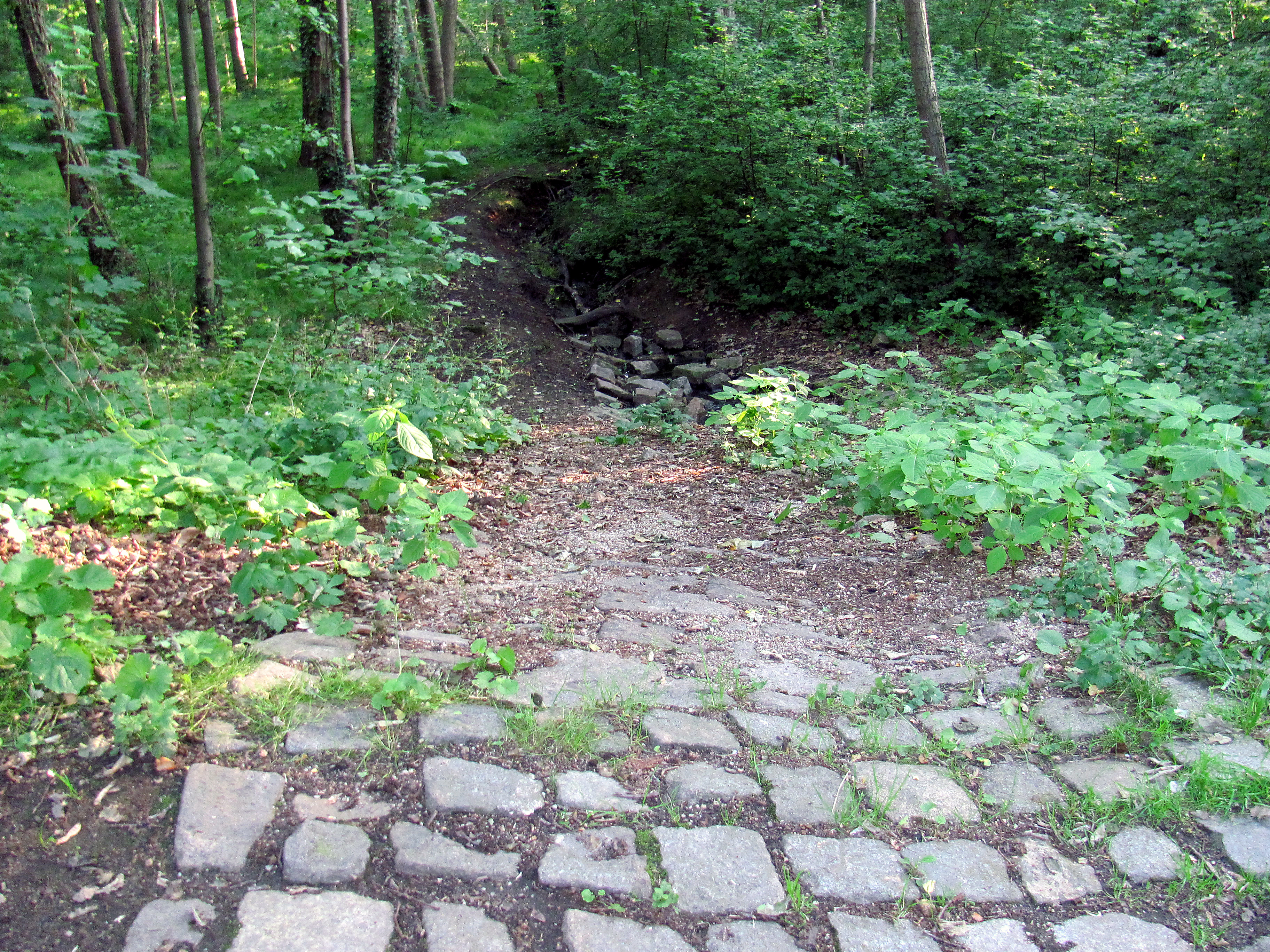
Abfluss auf der Westseite von Schwarzes Teich
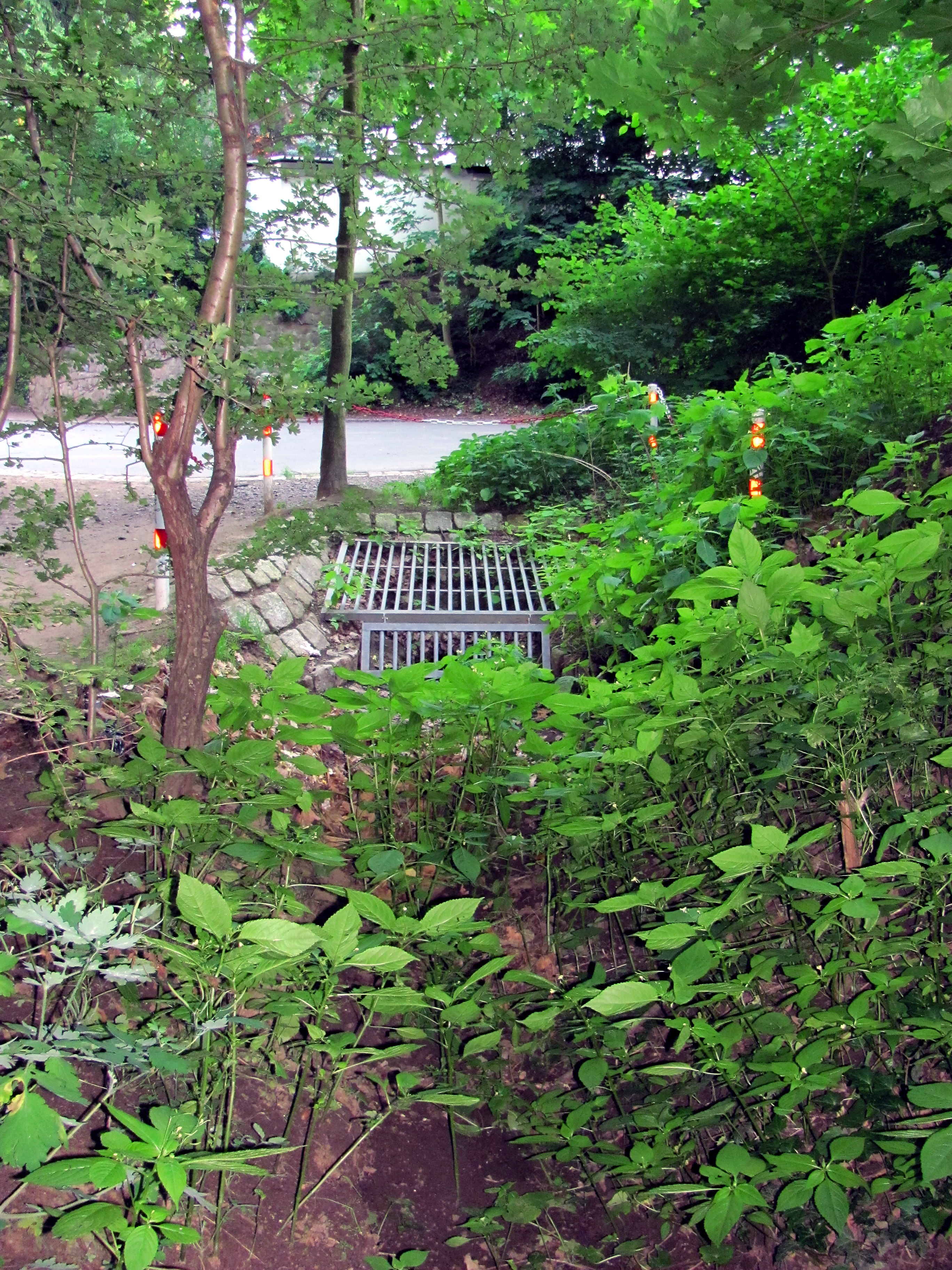
Einleitung in die Verrohrung am Wendehammer der Oberen Bergstraße
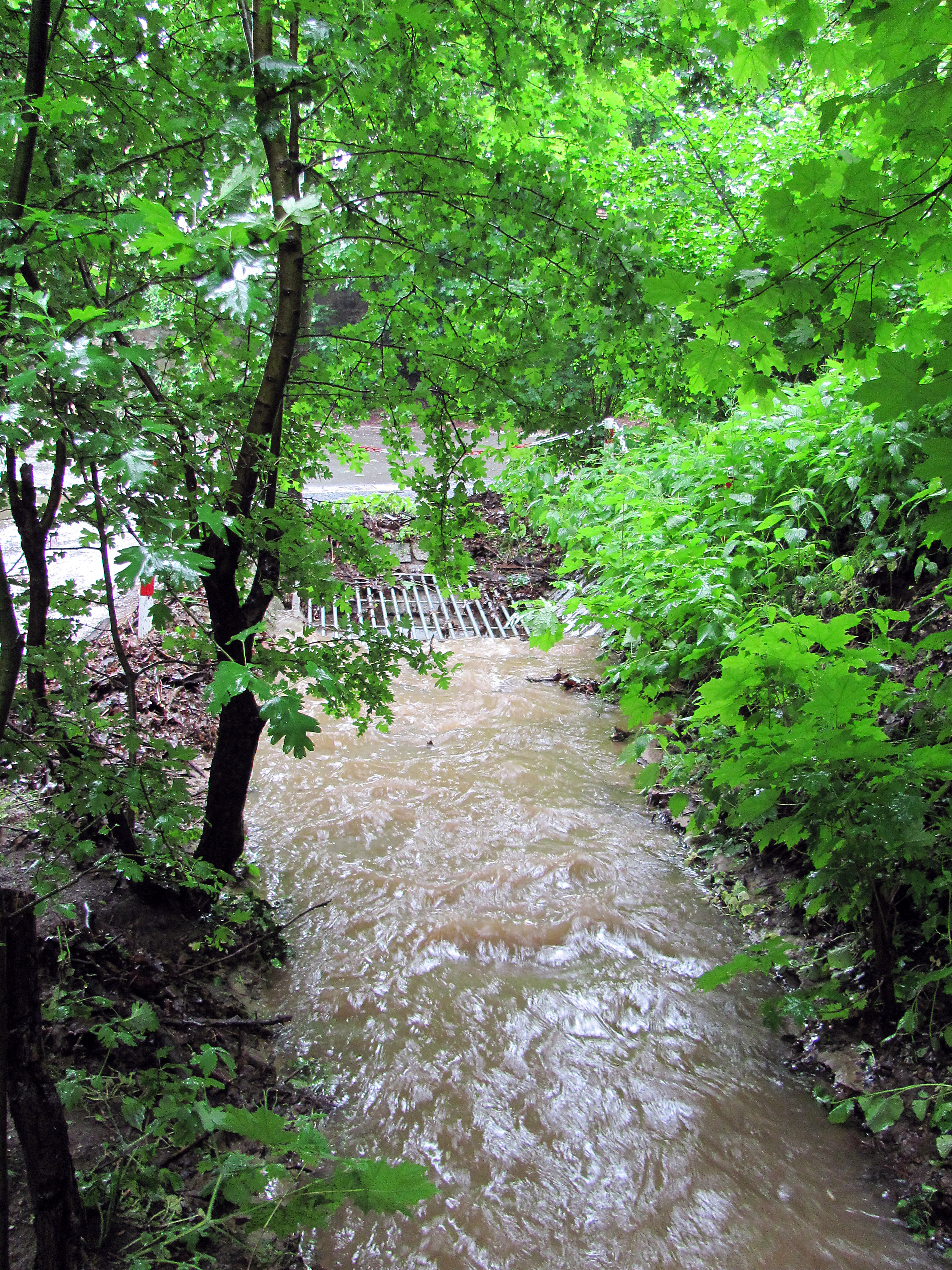
Einleitung des Leimgrundbachs in die Verrohrung an der Oberen Bergstraße, Hochwasser 2013